# Santa María Yosoyúa
Santa María Yosoyua; Yosoyua: llano de hielo, es una localidad del estado de Oaxaca. Ubicado en la región Mixteca alta y perteneciente al distrito de Tlaxiaco. Cuenta con 4 localidades que son: Buenavista, Santa Cruz, Guadalupe y Rio grande.Su clima es templado y cuenta con 4000 habitantes incluyendo todas las localidades también cuenta con una variedad de flora y fauna.Colinda con los municipios de San Pedro Molinos, San Mateo Peñasco.
Cuenta con una población que ronda los mil habitantes, sus principales ingresos económicos provienen de la migración y la agricultura por riego.